# Пижмо Пачоського
{{#ifeq:0|0|{{#if:|{{#if:Tanacetumpaczoskii|[[]}}|}}}}
Пижмо Пачоського (Tanacetum paczoskii) — вид рослин з родини айстрових (Asteraceae), ендемік Криму.

## Опис
Багаторічна рослина 15–40 см заввишки. Листки зелені, майже або зовсім голі, з розставленими сегментами і численними точковими залозками. Кошики 4.5–5.5 мм в діаметрі. Язичкові квітки дуже короткі. Період цвітіння: червень — липень.

## Середовище проживання
В Україні вид зростає на степових кам'янистих схилах — у західній частині Степового Криму і передгір'їв, але переважно на Тарханкутському півострові; всюди досить рідко. Ендемік Криму.